# Церква в селі Кіш
Церква в селі Кіш (груз. გიშის ეკლესია), відома також як Церква Святого Єлише (вірм. Սուրբ Եղիշէ եկեղեցի) або Церква Святої Богородиці (вірм. Սուրբ Աստուածածին եկեղեցի) – грузинська православна церква у селі Кіш, зведена у першій половині XII століття. Є зразком християнської архітектури Кавказу та однією зі значних памʼяток грузинської, вірменської та кавказо-албанської історії. Зараз у церкві діє музей.

## Розташування
Споруда розташована в селі Кіш приблизно в 5 км на північ від Шекі, Азербайджан. В різні часи вона належала до Кавказької Албанської Апостольської церкви, Грузинської Православної Церкви, а пізніше Вірменської Апостольської Церкви.

## Історія
За словами вірменського історика Мовсеса Каганкатваці, в 1 -му столітті нашої ери Святий Єліше, учень апостола Тадея, прибув на місце, зване Гіс, де він побудував церкву і проповідував християнство.

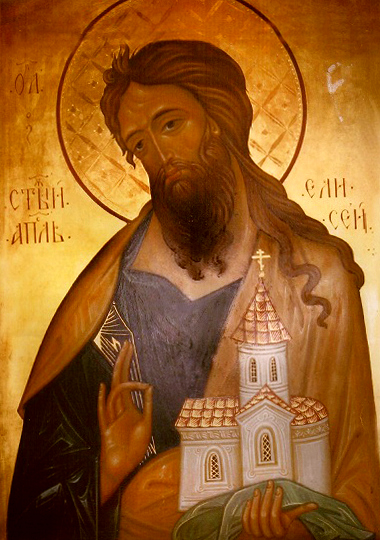
Ікона Святого Єліше

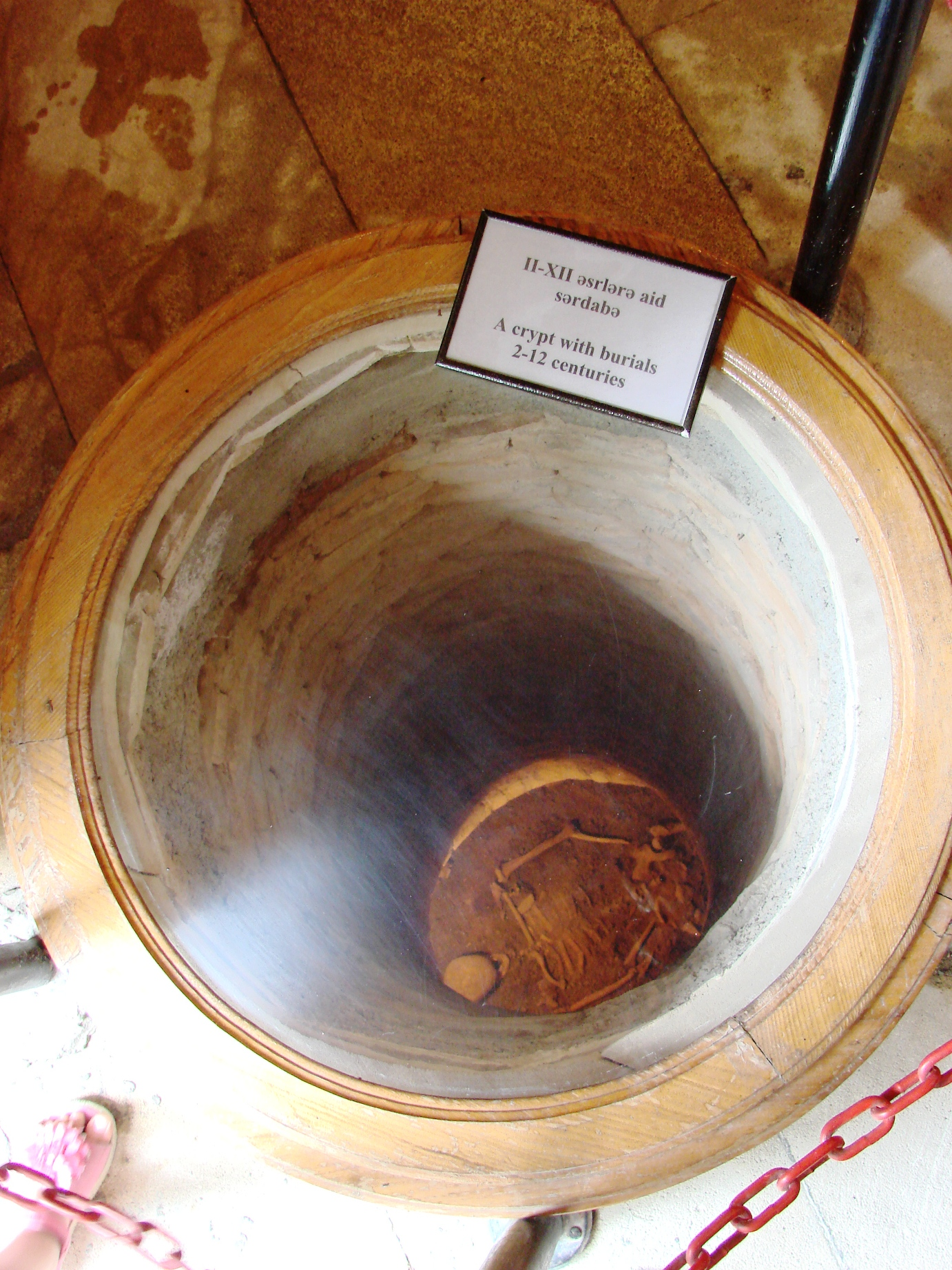
Поховання в церкві

В античний час область Шекі входила до складу Албанії. Під час католікоса Тер-Абасі (551–595) Албанія була розділена не менше ніж на 7 єпископств, одне з них було єпископство Шекі. За «Картлис цховреба», в 1117 році цар Грузії Давид Будівельник «підпорядкував Гріголісдзе Асата і Шота, і взяв фортецю Гіш (Кіш)».
Грузинськє джерело 1310-го року, згадує «церкву Святої Богородиці в Кіш-Нухе». Згідно з «Картлис цховреба», релігійним центром цього краю було Гішське єпископство, якє в церковній ієрархії Грузії займало тридцять п'яте місце і глава якого, єпископ Гішелі, був пастирем Елісені і Шакіхі.
До приходу росіян на Кавказ Кіш було одним із сел, більшість населення якого складалося з удін. Згідно Роберту Хьюсену, судячи з усього, удінська мова переважала в регіоні аж до XIX століття. Хоча тут оселилося також багато вірмен, які втекли від тюрксько-монгольських вторгнень. Ще більше вірмен переселилося в регіон після приходу росіян на початку XIX століття. Тугіські вірмени, що переселилися у м. Нухе, стали власниками церкви, відштукатурили стіни і вкрили дах металочерепицею, що змінило її історичні конструкції.

## Архітектура
Церква розташована на гірці біля річки Кіш. У плані церква має видовжену форму, яка закінчується абсидою круглої форми. Усередині подовженого приміщення, перед абсидою, виділяється підкупольний квадрат, оформлений двома арочними уступами перед північною і південною стінами. Глибина північного і південного уступу дорівнює 30 см, що по суті позбавляє їх практичного значення. Барабан купола є круглим як всередині, так і зовні . Він оформлений шістьма вузькими вікнами. Складена церква з тесаних кам'яних квадратів - шіреме.

## Дослідження
У 2000-2003 роках Норвезьке міністерство закордонних справ профінансувало спільний проект Азербайджанського архітектурно - будівельного університету і норвезького гуманітарного підприємства задля археологічних досліджень та реставрації церкви Кіш . Керував розкопками доктор Бакинского інституту археології та етнографії Вілаят Карімов. Археологічним радником проекту був Дж. Бьернар Стурфіел, директор дослідницького центру Тура Хейєрдала в Айлсбері , Англія.
Радіовуглецевий аналіз різних предметів, знайдених в церкві, показали, що культове місце, розташоване під вівтарем датується приблизно 3000 р. до н.е., в той час як існуюча церковна будівля відноситься до 12 -го століття нашої ери ( 990-1160 ).
Археологічні свідчення доводять, що будівля знаходиться на стародавньому культовому місці і тому не може бути датованою часом Святого Єліше. Тому малоймовірно, що він побудував в Кіш церкву в сучасному розумінні цього слова. Тому, якщо ця людина дійсно існувала, то скоріш за все Єліше створив тільки вівтар або використовував існуючу язичницьку культову споруду.
У ході реконструкції церкви в Кіш на глибині двох метрів азербайджанські та норвезькі вчені виявили декілька поховань , які своїми загадками потрясли їх уяву . Під скляними куполами , спорудженими археологами, видні скелети стародавніх людей зростом понад двох метрів.
В останні роки свого життя Тур Хейєрдал багато разів відвідував Азербайджан. Він створив там спеціальний фонд з вивчення та відновленню стародавніх албанських храмів і доклав руку до їх відновлення, за що вдячні жителі села поставили йому пам’ятник.

## Переконання, пов'язані з храмом
Незважаючи на те, що Кавказька Албанська церква перестала існувати кілька століть тому, християни донині приїжджають сюди, щоб помолитися Богу, а потім, вимовляючи побажання, прикладають до вівтарної стіни монети. Існує стародавне повір'я, що, якщо це зробить людина з чистим та благородним серцем, то монета прилипнє до стіни, як магніт.  У середині вівтаря похований древній тотем албанців - гірський козел, який вважався священною твариною. З іншого боку, справа від входу до церкви знаходиться могила, на якій лежить камінь.  Деякі люди вважають, що він наділений цілющими властивостями. Сюди приносять невиліковно хворих дітей, щоб вони змогли доторкнулися до каменя.